# Galeocerdo

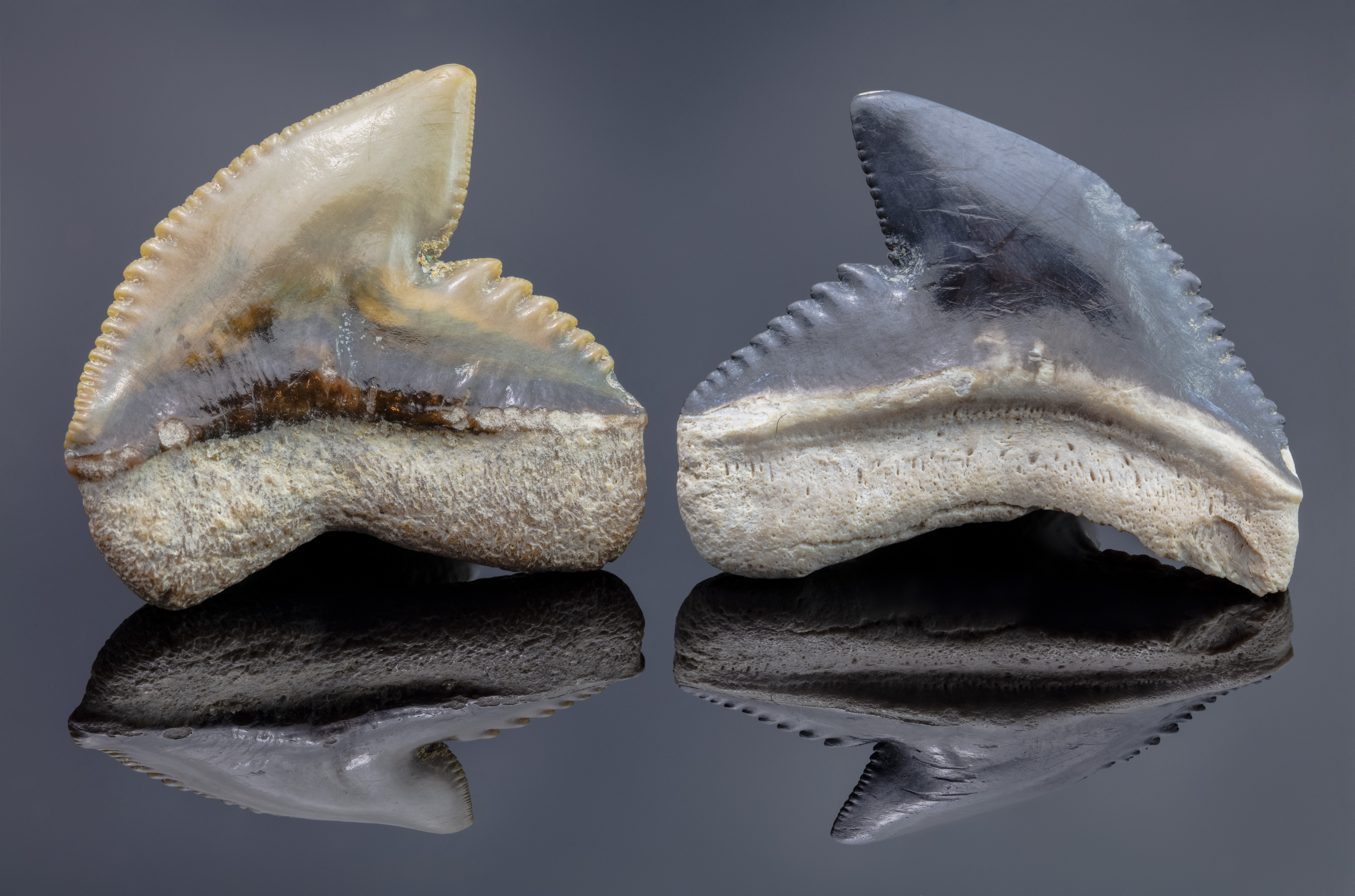
Fósiles de dientes de tiburón tigre (Galeocerdo aduncus), Zuber, Florida.

Galeocerdo es un género de tiburones La única especie sobreviviente es Galeocerdo cuvier.

## Especies
Especies del género Galeocerdo incluye:
- †Galeocerdo aduncus
- †Galeocerdo alabamensis
- †Galeocerdo clarkensis
- †Galeocerdo contortus
- Galeocerdo cuvier
- †Galeocerdo denticulatus
- †Galeocerdo eaglesomi
- †Galeocerdo gibberulus
- †Galeocerdo latidens
- †Galeocerdo mayumbensis[2]
- †Galeocerdo minor
- †Galeocerdo mixtus